# Turnow-Preilack
Turnow-Preilack, in lusaziano inferiore Turnow-Pšiłuk, è un comune di 1 102 abitanti del Brandeburgo, in Germania.

Appartiene al circondario della Sprea-Neiße (targa SPN) ed è parte della comunità amministrativa (Amt) di Peitz.

## Storia
Il comune di Turnow-Preilack venne formato il 1º gennaio 2002 dall'unione dei 2 comuni di Preilack e Turnow, che ne divennero frazioni.

## Società

### Evoluzione demografica
| Anno | Abitanti |
| ---- | -------- |
| 1875 | 879      |
| 1890 | 1 226    |
| 1910 | 1 236    |
| 1925 | 1 202    |
| 1933 | 1 234    |
| 1939 | 1 251    |
| 1946 | 1 542    |
| 1950 | 1 505    |
| 1964 | 1 297    |
| 1971 | 1 291    |

| Anno | Abitanti |
| ---- | -------- |
| 1981 | 1 181    |
| 1985 | 1 161    |
| 1989 | 1 143    |
| 1990 | 1 122    |
| 1991 | 1 120    |
| 1992 | 1 109    |
| 1993 | 1 109    |
| 1994 | 1 138    |
| 1995 | 1 173    |
| 1996 | 1 236    |

| Anno | Abitanti |
| ---- | -------- |
| 1997 | 1 262    |
| 1998 | 1 282    |
| 1999 | 1 302    |
| 2000 | 1 291    |
| 2001 | 1 290    |
| 2002 | 1 304    |
| 2003 | 1 294    |
| 2004 | 1 293    |
| 2005 | 1 289    |
| 2006 | 1 269    |

| Anno | Abitanti |
| ---- | -------- |
| 2007 | 1 235    |
| 2008 | 1 233    |
| 2009 | 1 222    |
| 2010 | 1 204    |
| 2011 | 1 184    |
| 2012 | 1 163    |
| 2013 |          |

Fonti dei dati sono nel dettaglio nelle Wikimedia Commons..

## Geografia antropica

### Suddivisioni amministrative
Il territorio comunale comprende 2 centri abitati (Ortsteil):
- Preilack / Pśiłuk
- Turnow